# Deschampsia domingensis
Deschampsia domingensis là một loài thực vật có hoa trong họ Hòa thảo. Loài này được Hitchc. & Ekman mô tả khoa học đầu tiên năm 1936.